# Wim Luijpers
Wim Luijpers (* 1970) ist ein niederländischer Laufsportler, Lauftrainer und Autor.

## Leben
Luijpers wuchs in Neuseeland auf.  Luijpers Vater ist Physiotherapeut und in der Feldenkrais-Methode ausgebildet. Er brachte Luijpers mit dieser Lehre in Kontakt und ermutigte ihn dazu, mit seiner Lauftechnik zu experimentieren. Luijpers’ Laufstil und Philosophie sind geprägt vom „ganzheitlichen Lauftraining“, das er bei Arthur Lydiard und Jack Ralston erhielt. Luijpers trägt das Diplom des Institute For Human Movement und der American Feldenkrais Guilde, beide in den USA.
Nach einigen Jahren des Spitzensports gibt er Seminare in Europa. In Zusammenarbeit mit diversen Co-Autoren aus der Welt des Sportjournalismus hat er in den letzten Jahren etliche Ratgeber veröffentlicht.
Er lebt in Griechenland und Neuseeland mit seiner Frau.

## Veröffentlichungen
- mit Rudolf Nagiller: Gentle running. Laufen nach Feldenkrais. Leichter laufen, besser atmen, schöner leben. NP-Buchverlag, St. Pölten/Wien/Linz 2001, ISBN 3-85326-181-7; Rowohlt-Taschenbuch-Verlag, Reinbek 2003, ISBN 3-499-61043-4
- mit Rudolf Nagiller: Gentle moving. Bewegen nach Feldenkrais. Mehr Lebensfreude im Alltag durch bewusstes Bewegen. NP-Buchverlag, St. Pölten/Wien/Linz 2003, ISBN 3-85326-106-X
- mit Heimo Lercher: Body Running. Die neue Schule des Ganzkörperlaufens. Mit guter Technik besser laufen lernen: leichter & schneller, Kräfte sparend, schmerzfrei. NP, St. Pölten/Wien/Linz 2005, ISBN 3-85326-366-6; Residenz-Verlag, St. Pölten/Salzburg 2007, ISBN 978-3-7017-3065-0
- mit Moana Luijpers: BioRunning: Laufen für die Seele. Die Luijpers-Methode nach Feldenkrais. Orac, Wien 2009, ISBN 978-3-7015-0518-0
- mit Moana Luijpers & Alex Witasek: Quantensprung zu Glück und Gesundheit. Lustvolle Wege zu einem bewussten Leben. Orac, Wien 2010, ISBN 978-3-7015-0530-2

DVD
- Body-Intelligence. Die Methode effizienten Sports nach Feldenkrais. Produktion: Georg Kerschbaum. Regie: Georg Kerschbaum & Michael Wurzinger. Kamera & Schnitt: Michael Wurzinger. EUROVIA, Wien 2006, ISBN 3-9502194-0-4